# Sagaponack (Nueva York)
Sagaponack es una villa ubicada en el condado de Suffolk en el estado estadounidense de Nueva York. En el año 2000 tenía una población de 582 habitantes y una densidad poblacional de 36 personas por km².

## Geografía
Según la Oficina del Censo, la ciudad tiene un área total de 20,7 km² (8 mi²), de la cual 16,9 km² (6,5 mi²) es tierra y 4,6 km² (1,8 mi²) (22.35%) es agua.

## Demografía
Según la Oficina del Censo en 2000 los ingresos medios por hogar en la localidad eran de $54,048, y los ingresos medios por familia eran $78,707. Los hombres tenían unos ingresos medios de $43,750 frente a los $27,321 para las mujeres. La renta per cápita para la localidad era de $44,474. Alrededor del 1.3% de la población estaban por debajo del umbral de pobreza.